# The Ten Masked Men Strike Back EP
The Ten Masked Men Strike Back es el segundo álbum de la banda de Death metal Ten Masked Men lanzado en 1999.

## Canciones
1. Papa Don't Preach (Madonna) - 3:02
2. Smooth Operator (Sade) - 3:12
3. Diamonds Are Forever (Shirley Bassey) - 2:07
4. Sweet Like Chocolate (Shanks & Bigfoot) - 2:59
5. The Look Of Love (ABC) - 2:55

- Datos: Q7768406